# Hemihyalea tabeculoides
Hemihyalea tabeculoides är en fjärilsart som beskrevs av De Toulgoët. Hemihyalea tabeculoides ingår i släktet Hemihyalea och familjen björnspinnare. Inga underarter finns listade i Catalogue of Life.